# Jakob Norgren Big Band Splash
Jakob Norgren Big Band Splash är ett storband som grundades 2004 i Stockholm av saxofonisten Jakob Norgren.
På albumen "Wide Meadow Soul (2005) och "East of the Arctic Circle" (2007) utgjordes musiken av en medvetet spretig blandning av jazz, soul, blues och i viss mån electronica. Därefter har verksamheten profilerats under två olika namn. Under det nedkortade namnet Big Band Splash har bandet inriktats mot soul, rhythm & blues och souljazz, och släppt albumen "Another Apple" (2010) och "Volume 5" (2017). Nutida storbandsjazz framförs i stället under namnet Jakob Norgren Jazz Orchestra, som gav ut albumet "Pathfinding" 2015. Jonas Kullhammar och Sven Zetterberg är exempel på artister som återkommande samarbetat med storbandet.